# Chi-Chi Igbo
Chiamaka "Chi-Chi" Igbo (* 1. Mai 1986 in Uyo, Akwa Ibom) ist eine ehemalige nigerianische Fußballspielerin.

## Karriere

### Verein
Igbo startete ihre Karriere 2000 mit den Capital Queens in Uyo. Im Sommer 2002 absolvierte sie mit ihrem Team, den Capital Queens, ein Jugendturnier in Lolland, welches man gewinnen konnte. Igbo selbst wurde zur besten Spielerin gekürt und wechselte im Jahr darauf nach Dänemark zum Team Viborg. In Viborg gab sie im Alter von nur 16 Jahren ihr Debüt bei den Senioren, in der höchsten dänischen Liga, der Elitedivision, bevor sie im Sommer 2005 zum dänischen Serienmeister Fortuna Hjørring ging. Dort wurde sie 2006 und 2011 Rahmen des Pokalwettbewerbes jeweils zur besten Spielerin gekürt. In den Saisons 2008/09 und 2009/10 wurde sie jeweils mit ihrem Team dänischer Meister.

### Nationalmannschaft
Igbo ist seit 2004 Spielerin für die Nigerianische Fußballnationalmannschaft der Frauen. Sie vertrat ihr Heimatland bei der Fußball-Weltmeisterschaft der Frauen 2007 in der Volksrepublik China.